# Paul Bley/Diskografie
Diese Diskografie des Pianisten Paul Bley umfasst seine Alben unter eigenem Namen (Abschnitt 1), eine Auswahl an Kompilationen (Abschnitt 2) sowie weitere Kooperationen und seine Mitwirkungen als Begleitmusiker (Abschnitt 3). Bley war von 1953 bis 2008 an 177 Aufnahmesessions beteiligt.

## Alben unter eigenem Namen
| Aufnahme                  | Titel                                          | Musiklabel          | Beteiligte Musiker/Anmerkungen |
| ------------------------- | ---------------------------------------------- | ------------------- | --- |
| 1953                      | Introducing Paul Bley                          | Debut               | Charles Mingus, Art Blakey |
| 1954                      | Paul Bley                                      | Wing/EmArcy         | Percy Heath/Peter Ind, Al Levitt |
| 1958                      | Solemn Meditation                              | GNP                 | Dave Pike, Charlie Haden, Lennie McBrowne |
| 1958 erschienen 1976      | Live at the Hillcrest Club 1958                | Inner City          | Ornette Coleman, Don Cherry, Charlie Haden, Billy Higgins. Veröffentlicht 1976, auch unter dem Titel The Fabulous Paul Bley Quintet (America) erschienen. |
| 1962–1963                 | Footloose                                      | Savoy               | Steve Swallow, Pete LaRoca Mit zusätzlichem Material wiederveröffentlicht unter dem Titel Floater bzw. Syndrome                                           |
| 1963 erschienen 1970      | Paul Bley With Gary Peacock                    | ECM                 | Gary Peacock, Paul Motian |
| 1964                      | Barrage                                        | ESP-Disk            | Dewey Johnson, Marshall Allen, Eddie Gomez, Milford Graves                                                                                                |
| 1965                      | Touching                                       | Debut/Fontana       | Kent Carter, Barry Altschul |
| 1965                      | Closer                                         | ESP-Disk            | Steve Swallow, Barry Altschul |
| 1966                      | Ramblin’                                       | BYG Actuel          | Mark Levinson, Barry Altschul. Veröffentlicht 1969 |
| 1966                      | Blood                                          | Fontana             | Mark Levinson, Barry Altschul |
| 1966                      | In Haarlem – Blood                             | Polydor             | Mark Levinson, Barry Altschul. Veröffentlicht 1967; Neuauflage auch als Live In Haarlem                                                                   |
| ≈1966/67                  | Touching and Blood Revisited                   | ezz-thetics         | Trios mit Kent Carter bzw. Mark Levinson und Barry Altschul, veröffentlicht 2021                                                                          |
| 1967                      | Ballads                                        | ECM                 | Mark Levinson/Gary Peacock, Barry Altschul. Erschienen 1971                                                                                               |
| 1967                      | Virtuosi                                       | Improvising Artists | Gary Peacock, Barry Altschul. Erschienen 1976 |
| 1963–1968                 | Paul Bley with Gary Peacock                    | ECM                 | Gary Peacock, Paul Motian/Billy Elgart. Erschienen 1970                                                                                                   |
| 1964–1968 erschienen 1975 | Turning Point                                  | Improvising Artists | John Gilmore, Gary Peacock, Paul Motian, Billy Elgart |
| 1968                      | Mr. Joy                                        | Limelight Records   | Gary Peacock, Billy Elgart |
| 1968                      | Paul Bley Trio – Canada                        | CBC                 | Paul Bley, Mario Pavone, Barry Altschul |
| 1970                      | The Paul Bley Synthesizer Show                 | Milestone           | Dick Youngstein/Glen Moore/Frank Tusa, Steve Hass/Bobby Moses                                                                                             |
| 1971                      | Improvisie                                     | America             | Annette Peacock, Han Bennink |
| 1971                      | Dual Unity                                     | Freedom             | Annette Peacock, Mario Pavone, Lawrence Cook/Han Bennink                                                                                                  |
| 1972                      | Open, to Love                                  | ECM                 | Solo piano |
| 1972                      | Paul Bley & Scorpio                            | Milestone           | Dave Holland, Barry Altschul |
| 1973                      | Paul Bley/NHØP                                 | SteepleChase        | Niels-Henning Ørsted Pedersen |
| 1974                      | Alone, Again                                   | Improvising Artists | Solo piano |
| 1974                      | Quiet Song                                     | Improvising Artists | Jimmy Giuffre, Bill Connors |
| 1976                      | Japan Suite                                    | Improvising Artists | Gary Peacock, Barry Altschul |
| 1977                      | Axis                                           | Improvising Artists | Solo piano |
| 1983                      | Tears                                          | Owl                 | Solo piano |
| 1983                      | Tango Palace                                   | Soul Note           | Solo piano |
| 1983                      | Sonor                                          | Soul Note           | George Cross McDonald |
| 1985                      | Questions                                      | SteepleChase        | Jesper Lundgaard, Aage Tanggaard |
| 1985                      | Hot                                            | Soul Note           | John Scofield, Steve Swallow, Barry Altschul |
| 1985                      | My Standard                                    | SteepleChase        | Jesper Lundgaard, Aage Tanggaard |
| 1985                      | Diane                                          | SteepleChase        | Chet Baker |
| 1986                      | Fragments                                      | ECM                 | John Surman, Bill Frisell, Paul Motian |
| 1986                      | Paul Bley & Jesper Lundgaard Live              | SteepleChase        | Jesper Lundgaard |
| 1986                      | Paul Bley & Jesper Lundgaard Live Again        | SteepleChase        | Jesper Lundgaard |
| 1987                      | Indian Summer                                  | SteepleChase        | Ron McClure, Barry Altschul |
| 1987                      | Notes                                          | Soul Note           | Paul Motian |
| 1987                      | The Paul Bley Quartet                          | ECM                 | John Surman, Bill Frisell, Paul Motian |
| 1987                      | Solo                                           | Justin Time         | Solo piano |
| 1988                      | Live at Sweet Basil                            | Soul Note           | John Abercrombie, Red Mitchell, Barry Altschul |
| 1988                      | Solo Piano                                     | SteepleChase        | Solo piano |
| 1988                      | The Nearness of You                            | SteepleChase        | Ron McClure, Billy Hart |
| 1989                      | Blues for Red                                  | Red                 | Solo piano |
| 1989                      | Rejoicing                                      | SteepleChase        | Michal Urbaniak, Ron McClure, Barry Altschul |
| 1989                      | The Life of a Trio: Saturday                   | Owl                 | Jimmy Guiffre, Steve Swallow |
| 1989                      | The Life of a Trio: Sunday                     | Owl                 | Jimmy Guiffre, Steve Swallow |
| 1989                      | Partners                                       | Owl                 | Gary Peacock |
| 1989                      | BeBopBeBopBeBopBeBop                           | SteepleChase        | Bob Cranshaw, Keith Copeland |
| 1990                      | Memoirs                                        | Soul Note           | Charlie Haden, Paul Motian |
| 1990 erschienen 1995      | 12 (+6) In a Row                               | Hat Hut             | Hans Koch, Franz Koglmann |
| 1991                      | Changing Hands                                 | Justin Time         | Solo piano |
| 1991                      | Lyrics                                         | Splasc(H)           | Tiziana Ghiglioni |
| 1991                      | In the Evenings Out There                      | ECM                 | John Surman, Gary Peacock, Tony Oxley |
| 1991                      | Paul Plays Carla                               | SteepleChase        | Marc Johnson, Jeff Williams |
| 1992                      | Mindset                                        | Soul Note           | Gary Peacock |
| 1992                      | Annette                                        | Hat Hut             | Franz Koglmann, Gary Peacock |
| 1992                      | Caravan Suite                                  | SteepleChase        | Solo piano |
| 1992                      | Homage to Carla                                | Owl                 | Solo piano |
| 1992                      | Paul Bley at Copenhagen Jazz House             | SteepleChase        | Solo piano |
| 1993                      | Zen Palace                                     | Transheart          | Steve Swallow, Paul Motian |
| 1993 erschienen 1997      | Hands On                                       | Transheart          | Solo piano |
| 1993                      | If We May                                      | SteepleChase        | Jay Anderson, Adam Nussbaum |
| 1993                      | Sweet Time                                     | Justin Time         | Solo piano |
| 1993                      | Double Time                                    | Justin Time         | Jane Bunnett |
| 1993                      | Know Time                                      | Justin Time         | Herbie Spanier, Geordie McDonald |
| 1993                      | Synth Thesis                                   | Postcards           | Solo piano und Synthesizer |
| 1994                      | Time Will Tell                                 | ECM                 | Evan Parker, Barre Phillips |
| 1994 erschienen 1998      | Chaos                                          | Soul Note           | Furio Di Castri, Tony Oxley |
| 1994                      | Modern Chant: Inspiration from Gregorian Chant | Venus               | David Eyges, Bruce Ditmas |
| 1994                      | Outside In                                     | Justin Time         | Sonny Greenwich |
| 1994                      | Emerald Blue                                   | Venus               | David Eyges, Bruce Ditmas |
| 1994                      | Speachless                                     | SteepleChase        | Rich Perry, Jay Anderson, Victor Lewis |
| 1994                      | Reality Check                                  | SteepleChase        | Jay Anderson, Victor Lewis |
| 1996 erschienen 2000      | Sankt Gerold                                   | ECM                 | Evan Parker, Barre Phillips |
| 1997                      | Jazz’n (E)Motion                               | RCA Victor          | Piano solo |
| 1997                      | Notes on Ornette                               | SteepleChase        | Jay Anderson, Jeff Hirshfield |
| 1998                      | Not Two, Not One                               | ECM                 | Gary Peacock, Paul Motian |
| 1999 erschienen 2019      | When Will the Blues Leave                      | ECM                 | Mit Gary Peacock, Paul Motian |
| 2000                      | Basics                                         | Justin Time         | Solo piano |
| 2001 erschienen 2007      | Solo in Mondsee                                | ECM                 | Solo piano |
| 2003                      | Nothing to Declare                             | Justin Time         | Solo piano |
| 2007                      | About Time                                     | Justin Time         | Solo piano |
| 2007                      | Florida                                        | Ilk                 | Kresten Osgood |
| 2008 erschienen 2014      | Play Blue (Oslo Concert)                       | ECM                 | Solo piano |

## Kompilationen (Auswahl)
| Album                                                         | VÖ   | Musiklabel             | Anmerkungen |
| ------------------------------------------------------------- | ---- | ---------------------- | --- |
| Early Trios                                                   | 2005 | Fresh Sound Records    | Aufnahmen von 1953 und 1954 mit Charles Mingus, Percy Heath, Peter Ind, Al Levitt, Art Blakey                                             |
| Circles                                                       | 2004 | Milestone Records      | Enthält Material der Milestone-Alben The Paul Bley Synthesizer Show und Paul Bley & Scorpio, Aufnahmen von 1970–1972.                     |
| The Complete Remastered Recordings On Black Saint & Soul Note | 2013 | Soul Note, Black Saint | Die 9-CD-Box enthält die Alben Sonor, Tango Palace, Hot, Notes, Mindset, Live at Sweet Basil, Memoirs, Conversations With a Goose, Chaos. |

## Weitere Kooperationen und Alben als Begleitmusiker
In diesem Abschnitt sind weitere Aufnahmen dokumentiert, an denen Paul Bley ab 1953 beteiligt war, darunter seine frühen Sessions als Sideman bei Charles Mingus, Ornette Coleman und Don Ellis sowie die Einspielungen mit dem Trio The Jimmy Giuffre 3 und weitere Duo-Kooperationen, wie mit Gary Burton, Satoko Fujii, Keshavan Maslak und Andreas Willers.
| Album                                              | Musiker                                                      | Aufnahme  | Musiklabel               | Anmerkungen |
| -------------------------------------------------- | ------------------------------------------------------------ | --------- | ------------------------ | --- |
| Bird On The Road                                   | „Jazz Workshop“                                              | 1953      | Uptown                   | Mit Charlie Parker, Brew Moore, Paul Bley, Dick Garcia, Neil Michaud, Ted Paskert. CBC TV Broadcast Jazz Workshop, Montreal, 5. Februar 1953 |
| Charles Mingus Octet                               | Charles Mingus                                               | 1953      | Debut                    | Mit Ernie Royal, Willie Dennis, Eddie Caine, Teo Macero, Danny Bank, John Lewis, Charles Mingus, Jackson Wiley, Kenny Clarke, Janet Thurlow, Spaulding Givens, Paul Bley (cond).                                                                                                |
| Coleman Classics 1                                 | Ornette Coleman                                              | 1958      | Improvising Artists Inc. | Mit Don Cherry, Charlie Haden, Billy Higgins. Live Hillcrest Club, Los Angeles |
| Jazz in the Space Age                              | George Russell                                               | 1959      | Decca                    | |
| Pre-Bird                                           | Charles Mingus                                               | 1960      | Mercury                  | Bley wirkte nur bei Weird Nightmare mit. |
| Mingus                                             | Charles Mingus                                               | 1960      | Candid                   | Mit Ted Curson, Lonnie Hillyer, Eric Dolphy, Charles McPherson, Booker Ervin, Dannie Richmond |
| Fusion                                             | The Jimmy Giuffre 3                                          | 1961      | Verve                    | Mit Jimmy Giuffre und Steve Swallow |
| Thesis                                             | The Jimmy Giuffre 3                                          | 1961      | Verve                    | Neuerscheinung bei ECM, gekoppelt mit Fusion (1992) |
| Jimmy Giuffre Trio Live in Europe 1961             | The Jimmy Giuffre 3                                          | 1961      | Raretone                 | erschienen 1984 |
| Emphasis, Stuttgart 1961                           | The Jimmy Giuffre 3                                          | 1961      | hatART                   | erschienen 1993 |
| Flight, Bremen 1961                                | The Jimmy Giuffre 3                                          | 1961      | hatART                   | erschienen 1993 |
| Out of Nowhere                                     | Don Ellis                                                    | 1961      | Candid                   | erschienen 1988 |
| Essence                                            | Don Ellis                                                    | 1962      | Pacific Jazz             | |
| Free Fall                                          | Giuffre/Bley/Peacock                                         | 1962      | Columbia                 | |
| Sonny Meets Hawk!                                  | Sonny Rollins                                                | 1963      | RCA Victor               | |
| Tokyo 1963                                         | Sonny Rollins                                                | 1963      | Rare Live Recordings     | |
| Communication                                      | Jazz Composer’s Orchestra                                    | 1964/65   | Font                     | Mit Michael Mantler, Roswell Rudd, Willie Ruff, Steve Lacy, John Tchicai, Jimmy Lyons, Archie Shepp, Fred Pirtle, Eddie Gomez, Milford Graves, Carla Bley (arr) |
| Revenge: The Bigger the Love the Greater the Hate  | Annette Peacock                                              | 1969      | Polydor                  | Mit Perry Robinson, Mark Whitecage, Glen Moore, Laurence Cook, Rick Marotta u. a.; zunächst als Peacock/Bley Synthesizer Show, 2014 neuaufgelegt als Album von Peacock unter dem Titel I Belong to a World That’s Destroying Itself; Paul Bley ist nur an drei Titeln beteiligt |
| I’m The One                                        | Annette Peacock                                              | 1971      | RCA                      | Mit Michael Moss, Michael Garson, Tom Cosgrove, Glen Moore, Stu Woods, Barry Altschul, Laurence Cook, Rick Marotta, Airto Moreira, Dom Um Romão, Orestes Vilató; Paul Bley ist nur an zwei Titeln beteiligt                                                                     |
| Jaco                                               | Jaco Pastorius                                               | 1974      | Improvising Artists      | Mit Pat Metheny, Bruce Ditmas |
| Sweet Earth Flying                                 | Marion Brown                                                 | 1974      | Impulse!                 | |
| Pyramid                                            | Lee Konitz                                                   | 1977      | Improvising Artists      | Mit Bill Connors |
| IAI Festival: Giuffre/Konitz/Connors/Bley          | Jimmy Giuffre, Lee Konitz, Paul Bley, Bill Connors           | 1978      | Improvising Artists      | |
| Time Being                                         | Ralph Simon                                                  | 1980      | Gramavision Records      | U. a. mit Paul McCandless, John Scofield, Billy Hart |
| This Earth                                         | Alfred Harth                                                 | 1983      | ECM                      | Mit Barre Phillips, Trilok Gurtu, Maggie Nicols |
| The Night Bathers                                  | Bob Mover                                                    | 1986      | Justin Time Records      | John Abercrombie |
| Diane                                              | Chet Baker                                                   | 1986      | SteepleChase Records     | Duoalbum |
| Space Blossoms                                     | Dino Betti van der Noot                                      | 1988/89   | Innowo                   | Bigband |
| Jazz Fantasy                                       | Keshavan Maslak                                              | 1989–2001 | Hum-Ha                   | |
| In the Myth                                        | Yannick Rieu                                                 | 1989      | Amplitude                | Mit Normand Guilbeault (b) und Michel Ratte (dr) |
| A White Line                                       | Franz Koglmann                                               | 1989      | hatArt                   | |
| The Life of a Trio                                 | Bley, Giuffre, Swallow                                       | 1989      | Owl                      | |
| The Montreal Tapes: with Paul Bley and Paul Motian | Charlie Haden                                                | 1989      | Verve                    | |
| Right Time, Right Place                            | Gary Burton                                                  | 1990      | Sonet                    | Duoalbum |
| Pieces of …                                        | Fredrik Lundin Quintet Feat. Paul Bley                       | 1990      | Stunt                    | |
| A Musing                                           | Jon Ballantyne                                               | 1991      | Justin Time              | Duoalbum |
| Fly Away Little Bird                               | Bley, Giuffre, Swallow                                       | 1992      |                          | Owl |
| One Year After                                     | Paul Bley/Giko Pavan/Mauro Beggio                            | 1992      | Gala                     | Paul Bley mit Giko Pavan (b), Mauro Beggio (dr) |
| Not to Be a Star                                   | Keshavan Maslak                                              | 1992      | Black Saint              | Duoalbum |
| Romance in the Big City                            | Keshavan Maslak                                              | 1992      | Leo                      | Duoalbum |
| Junko’s Dream                                      | Kenny Millions (Keshavan Maslak)                             | 1993      | Hum-Ha                   | Duoalbum (CDR) |
| Something About Water                              | Satoko Fujii                                                 | 1994/95   | Libra                    | Duoalbum |
| What If                                            | Bruce Ditmas                                                 | 1994      | Postcards                | Mit Sam Rivers, John Abercrombie, Dominic Richards |
| Conversations with a Goose                         | Bley, Giuffre, Swallow                                       | 1996      | Soul Note                | |
| Touche                                             | Kenny Wheeler                                                | 1996      | Justin Time              | Duoalbum |
| Out of Nowhere                                     | Lee Konitz                                                   | 1997      | SteepleChase             | mit Jay Anderson und Billy Drummond |
| Adventure Playground                               | John Surman                                                  | 1991      | ECM                      | |
| Chaos                                              | Paul Bley, Furio Di Castri & Tony Oxley                      | 1994      | Soul Note                | |
| Modern Surfaces                                    | Stich Wynston’s Modern Surfaces With Special Guest Paul Bley | 1998      | Buzz                     | |
| Boxing Day                                         | John Bacon                                                   | 1998      | Jazz Dimensions          | Duoalbum |
| Seven                                              | Yuri Honing                                                  | 2001      | Jazz in Motion           | Mit Gary Peacock, Paul Motian |
| In the North                                       | Andreas Willers                                              | 2001      | Between the Lines        | |
| Travelling Lights                                  | François Carrier                                             | 2003      | Justin Time              | Mit Gary Peacock, Michel Lambert |
| Sand Underfoot                                     | Jeannette Lambert                                            | 2004      | Rant                     | Mit Michel Lambert, Barre Phillips |
| Contemplation                                      | Benjamin Koppel                                              | 2006      | Cowbell                  | Mit Thommy Andersson (b), Peter Nilsson (d), Marilyn Mazur |
| Trio Arc                                           | Mario Pavone                                                 | 2007      | Playscape                | Mit Matt Wilson |